# 雅加达老城

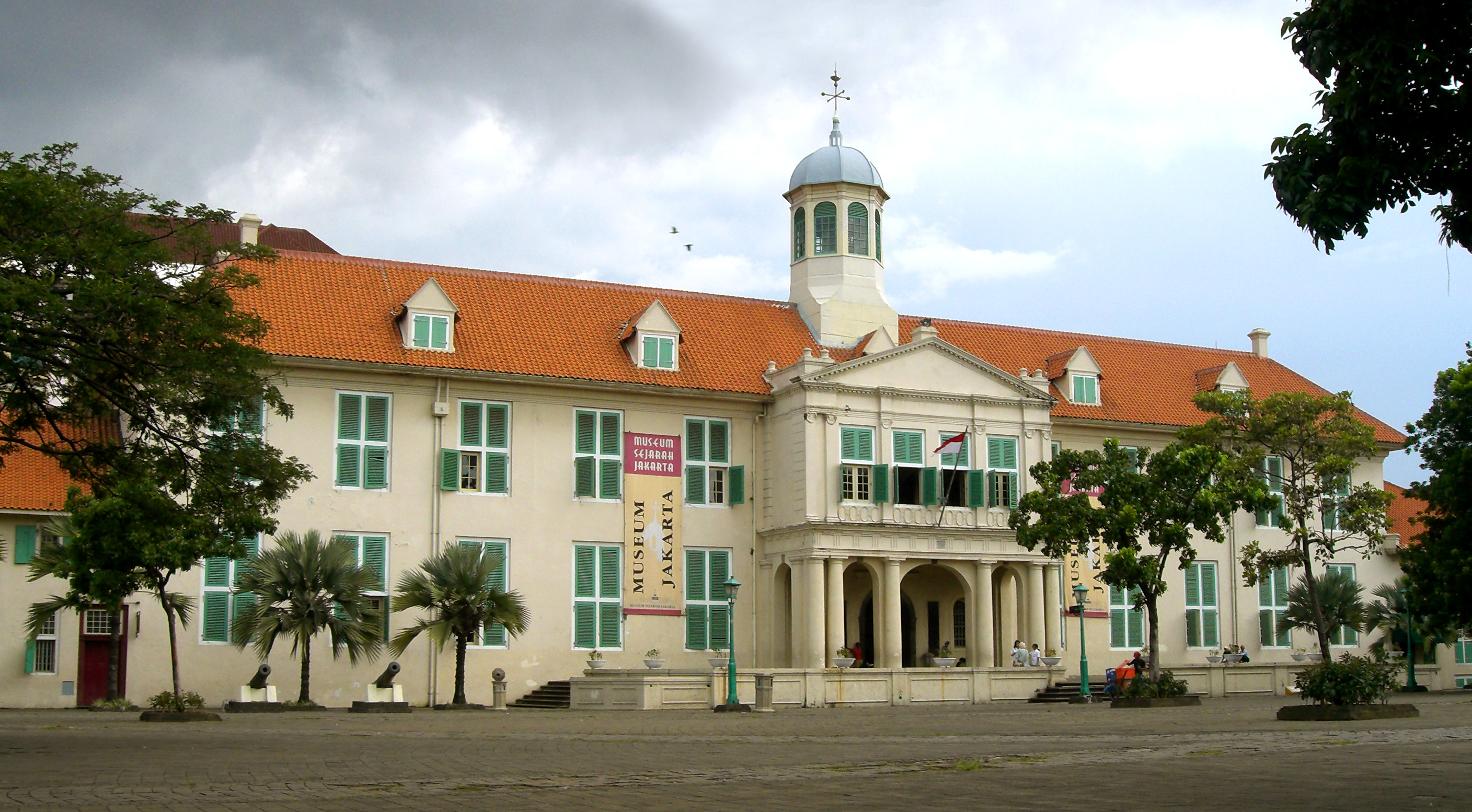
前巴达维亚市政厅，总督府，今雅加达历史博物馆

雅加達老城（印尼語：Kota Tua Jakarta，荷蘭語：Oud Batavia）是印尼雅加達的一個區域，面積1.3平方公里，包括北雅加達和西雅加達的槟榔屿鎮，塔曼·薩里鎮和羅亞·马拉卡鎮。雅加達老城中有許多建於17世紀的荷蘭建築，當時雅加達是荷蘭東印度公司在亞洲進行香料等貿易的總部。在荷蘭殖民時期，雅加達老城局限於巴達維亞城牆以內，城外只有村莊、果園和稻田。

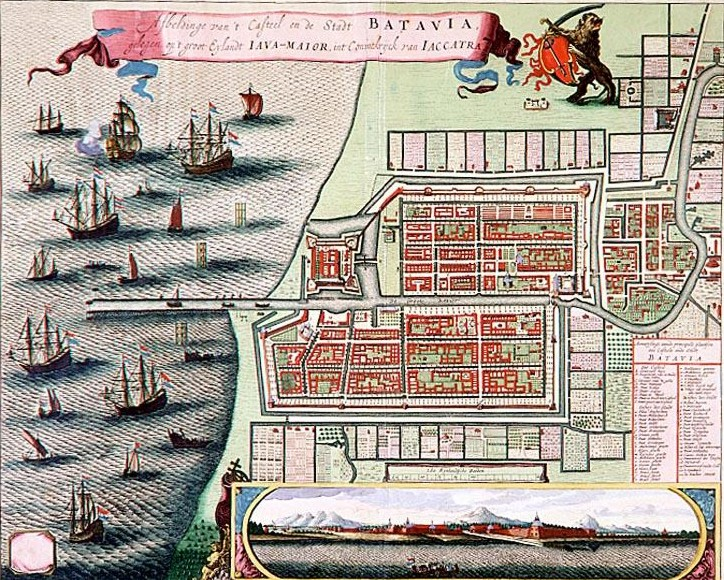
18世纪地图

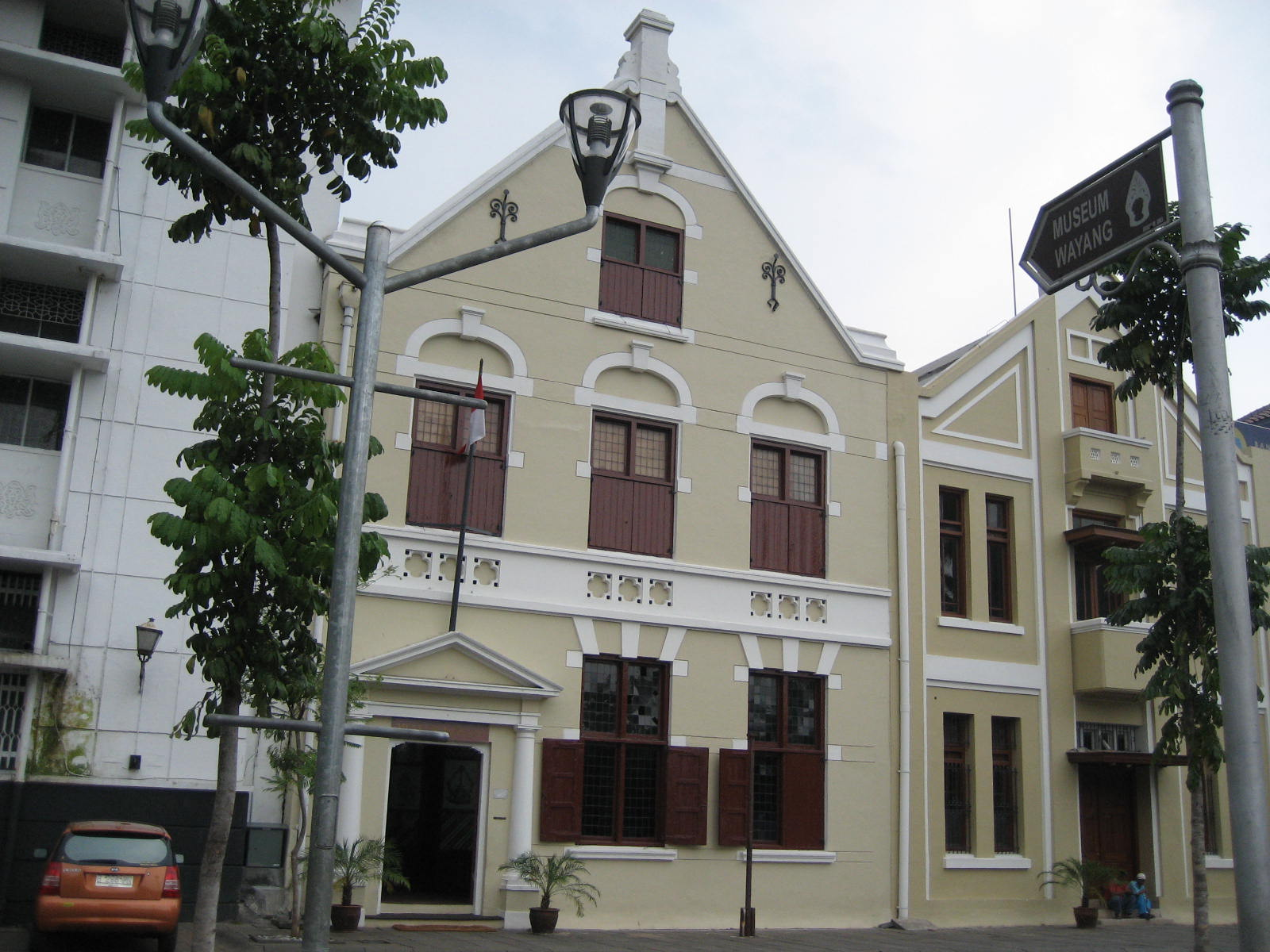
木偶博物馆